# 基隆葡萄
基隆葡萄（学名：Vitis kelungensis）为葡萄科葡萄屬下的一个种。

## 扩展阅读
- 維基物種上的相關：基隆葡萄